# Serbische Futsalnationalmannschaft
Die serbische Futsalnationalmannschaft ist eine repräsentative Auswahl serbischer Futsalspieler. Die Mannschaft vertritt den serbischen Fußball-Bund bei internationalen Begegnungen.

## Abschneiden bei Turnieren
1992 qualifizierte sich die jugoslawische Mannschaft für die WM in Hongkong, wurde aber nach bereits erfolgter Auslosung aufgrund von den Vereinten Nationen beschlossenen Resolutionen wegen der Jugoslawienkriege ausgeschlossen und durch Belgien ersetzt. Seither nahm man regelmäßig an der Qualifikation teil, scheiterte dabei aber jeweils.
Für Europameisterschaften qualifizierte sich das serbische Team in acht Anläufen vier Mal, zuletzt drei Mal in Folge. Bestes Abschneiden war das Erreichen des Viertelfinals 2010. 2008 nahm Serbien am Grand Prix de Futsal in Brasilien teil und belegte dabei den 5. Rang.

### Futsal-Weltmeisterschaft
- 1989 – nicht eingeladen
- 1992 – von der Endrunde ausgeschlossen
- 1996 – nicht qualifiziert
- 2000 – nicht qualifiziert
- 2004 – nicht qualifiziert
- 2008 – nicht qualifiziert
- 2012 – Achtelfinale
- 2016 – nicht qualifiziert

### Futsal-Europameisterschaft
- 1996 – nicht qualifiziert
- 1999 – Vorrunde
- 2001 – nicht qualifiziert
- 2003 – nicht qualifiziert
- 2005 – nicht qualifiziert
- 2007 – Vorrunde
- 2010 – Viertelfinale
- 2012 – Viertelfinale
- 2014 – nicht qualifiziert
- 2016 – 4. Platz
- 2018 – Viertelfinale